# Municipio de Boggs (condado de Clearfield)
El municipio de Boggs (en inglés: Boggs Township) es un municipio ubicado en el condado de Clearfield en el estado estadounidense de Pensilvania. En el año 2000 tenía una población de 1.837 habitantes y una densidad poblacional de 19.6 personas por km².

## Geografía
El municipio de Boggs se encuentra ubicado en las coordenadas 40°57′32″N 78°19′36″O / 40.95889, -78.32667.

## Demografía
Según la Oficina del Censo en 2000 los ingresos medios por hogar en la localidad eran de $31,367 y los ingresos medios por familia eran de $37,273. Los hombres tenían unos ingresos medios de $28,924 frente a los $19,395 para las mujeres. La renta per cápita de la localidad era de $14,694. Alrededor del 10,1% de la población estaba por debajo del umbral de pobreza.